# Toyota Material Handling
Společnost Toyota Material Handling je jednou z významných firem v oboru manipulační techniky, logistiky, skladování a dalších souvisejících činností, běžně označovaných shrnujícím pojmem intralogistika.
Na trhu v České republice podniká TMH CZ od roku 1991, pod současným názvem a jako součást evropské struktury společnosti Toyota Material Handling Europe (TMHE) od roku 2006.
Zastupuje značky Toyota a BT na českém trhu. Produkty se dělí do několika skupin: čelní vysokozdvižné vozíky Toyota, skladová technika BT a další manipulační technika obou značek. Ze služeb poskytuje servis, krátkodobý i dlouhodobý pronájem, fleet management, poradenství v oblasti materiálové manipulace, školení, a testování řidičů nebo prodej použité techniky.

## Nabídka služeb
- Ruční paletové vozíky BT Lifter
- Lithium-iontové baterie [3]
- Elektrické nízkozdvižné a vysokozdvižné vozíky
- Automatizované skladové vzv, regálová řešení a nosiče nákladu
- Management flotily [4]
- Bezpečnost v logistice
- E-commerce přípojné vozíky a tahače

## Organizační struktura

### Toyota Material Handling Europe
TMHE operuje ve více než 30 evropských zemích - s ředitelstvím ve Švédsku, evropskou kanceláří v Bruselu a výrobními centry v Ancenis (Francie), Boloni (Itálie) a Mjölby (Švédsko). S více než 5 000 servisními techniky, 8 000 zaměstnanci a sítí nezávislých prodejců a distributorů je TMHE evropskou regionální organizací skupiny Toyota Material Handling Group (TMHG).

### Toyota Material Handling Group
Je součástí koncernu Toyota Industries Corporation (TICO) – již od roku 2001 světové jedničky v oboru manipulační techniky. Žebříček největších výrobců zveřejňují každoročně například německé odborné magazíny DHF nebo Logistik Journal, které se vývoji světového trhu manipulační techniky pravidelně podrobně věnují.
TMHG operuje v pěti regionech. Čtyři z nich tvoří ucelený zeměpisný region - Evropa, Japonsko, Severní Amerika a Čína. Prodeje do ostatních zemí zastřešuje region International.

### Toyota Industries Corporation
Společnost Toyota Industries byla založena v roce 1926 panem Sakichi Toyodou a orientovala se na výrobu tkalcovských stavů. V automobilovém průmyslu začala působit v roce 1933 a svůj první vysokozdvižný vozík prodala v roce 1956.
TICO provedlo v roce 2000 akvizici společnosti BT Industries založené v roce 1946 a následně sjednotilo své aktivity spojené s manipulační technikou pod skupinu Toyota Material Handling Group (TMHG). Dnes má TICO 5 klíčových obchodních divizí: Automotive, Manipulační techniku, Logistiku, Textilní stroje a divizi Ostatní. Na konci března 2012, měla TICO 43 500 zaměstnanců, z nichž 17 974 pracovalo v divizi manipulační techniky.
Ve fiskálním roce 2012 (1.4.2011 - 31.3.2012) realizovala TICO celkový obrat přibližně 14 miliard Eur. Ve stejném období měla TICO v divizi manipulační techniky obrat asi 5,2 miliardy Eur - díky prodeji více než 184 000 kusů manipulačních vozíků s pohonem.

## Historie TMHE
Značky Toyota a BT se v oboru materiálové manipulace pohybují již více než 60 let.
| Rok  | Popis |
| ---- | --- |
| 1926 | Založena společnost Toyoda Automatic Loom Works (později Toyota Industries Corporation)                                         |
| 1946 | Založena společnost BT |
| 1948 | První paletový vozík BT |
| 1954 | První servisní střediska BT ve Švédsku                                                                                          |
| 1956 | Vyroben první čelní vozík Toyota                                                                                                |
| 1958 | Společnost BT začíná exportovat manuální zakladače                                                                              |
| 1965 | Do Evropy byl prodán první čelní vozík Toyota                                                                                   |
| 1968 | Otevřena továrna BT ve Švédském Mjölby                                                                                          |
| 1978 | BT představilo vozík bez řidiče                                                                                                 |
| 1983 | BT zahájilo prodej prvního 48-voltového retraku                                                                                 |
| 1987 | Toyota Industrial Equipment SA (TIESA) začalo kompletaci vozíků v Ancenis, ve Francii                                           |
| 1996 | V závodě TIESA v Ancenis začala také produkce vozíků                                                                            |
| 2000 | BT Industries se spojilo s Toyotou                                                                                              |
| 2001 | Závod TIESA získal certifikaci ISO 14001                                                                                        |
| 2001 | Toyota Industries Corporation se posunula na první místo v materiálové manipulaci                                               |
| 2004 | Závod v Mjölby obdržel certifikát ISO 14001                                                                                     |
| 2005 | Založena společnost TMHE |
| 2005 | Toyota na výstavě CeMAT představila první prototyp vozíku s vodíkovými palivovými články                                        |
| 2006 | Italská továrna v Bologna získala certifikát ISO 14001                                                                          |
| 2008 | Představen koncept prvního hybridního vysokozdvižného vozíku                                                                    |
| 2010 | V továrně ve švédském Mjölby je otevřena ekologická lakovna                                                                     |
| 2011 | V Göteborgu se otevírá centrum logistických řešení                                                                              |
| 2013 | Na trh je uvedena Li-Ion řada                                                                                                   |
| 2015 | Představen Fuel cell vozík |
| 2016 | Představení automaticky naváděného vozíku Toyota TAE050                                                                         |
| 2017 | Je zavedena navigace pro automatizaci ve stabilních prostředích. TICO dokončila akvizici Vanderlande                            |
| 2018 | Skladové vozíky společnosti Toyota Material Handling objednané po říjnu 2018 jsou dodávány s integrovanými funkcemi telematiky. |

## Filozofie Toyota

### Toyota Way
Koncepce Toyota Way je založena na základních principech společnosti Toyota. Pět klíčových hodnot této koncepce vyjadřuje přesvědčení a hodnoty společné celé skupině Toyota Group. Od všech členů týmu Toyota na všech úrovních se očekává, že budou tyto hodnoty respektovat. Klíčovými prvky jsou neustálé zdokonalování, týmová práce a respekt. Na těchto principech byl vybudován i výrobní systém Toyota TPS, široce přejímaný ostatními výrobci.

### Životní a pracovní prostředí
Zodpovědnost k životnímu prostředí je základem obchodních praktik TMHE. Aktivně se zapojuje do celé řady aktivit s cílem maximálně omezit dopady průmyslové výroby a používání svých produktů na životní prostředí – od vývoje a výroby přes použití až po recyklaci na konci životnosti výrobků.
Toyota vyvíjí osobní automobily i manipulační vozíky, které snižují spotřebu paliva, jsou vyrobeny z recyklovatelných materiálů a jsou stále bezpečnější. Kvalita a odolnost vozíků prodlužuje jejich životnost, což znamená méně opakovaných výrobních cyklů, méně odpadu, méně přeprav i méně procesů likvidace.
Všechny výrobní závody TMHE mají certifikáty ISO 9001, ISO 14001 a jsou certifikované v rámci OHSAS 18001 (bezpečné pracoviště).

## Významné inovace

### První paletový vozík a europaleta
Původní vlastník značky BT, společnost AB Byggekonomi která později změnila název na Bygg-och Transportekonomi, provozovala rozsáhlou síť maloobchodů a distribučních skladů potravin a dalšího zboží pro domácnost. Praxe ve stovkách obchodů a obchůdků vyžadovala menší a levnější technologii, než byl v té tobě čelní vysokozdvižný vozík. Výsledkem byl první ruční paletový vozík, dnes familiárně nazývaný pumpík nebo paleťák, jehož první model byl vyvinut a prodán v roce 1948.
Spojené úsilí partnerů BT a Švédské železniční společnosti vedlo v roce 1949 k první verzi standardní palety o rozměru 800 x 1200 mm, která později získala název Europaleta.

### Toyota SAS (Systém Aktivní Stability)
Systém aktivní stability Toyota SAS sleduje chování čelního vozíku při pracovním nasazení, v prvé řadě čelní i boční stabilitu a podle potřeby a situace upravuje některé aktuální funkce stroje, čímž výrazně zvyšuje stabilitu a nároky na řidiče. Dokáže napravit nebo dokonce eliminovat některé fatální chyby obsluhy vzniklé z nezkušenosti nebo z nezodpovědnosti při řízení vozíku.

#### Zámek náklonu zadní nápravy
Pokud se čtyřkolový vozík během zatáčení začne převracet, automaticky se zamkne zadní náprava. Změnou těžiště se zabrání převrácení vozíku na bok.

#### Omezení rychlosti při zatáčení
Pokud systém u tříkolových vozíků vyhodnotí rychlost v zatáčce jako příliš vysokou, automaticky dojde ke zpomalení.

#### Kontrola náklonu stožáru
Systém kontroluje rychlost a úhel náklonu stožáru tak, aby nedošlo k poškození manipulovaného materiálu.

#### Vyrovnání vidlic
Funkce automatického vyrovnání vidlic umožňuje narovnat vidle do vodorovné polohy jedním tlačítkem.

### Paletový vozík BT Pro Lifter
Inovace spočívá v mechanismu, který umožňuje obsluze rozjet vozík jednoduchým pumpnutím ovládací rukojetí. Síla potřebná k rozjetí vozíku je redukována na 1/3 hodnoty nutné k uvedení do pohybu běžného paletového vozíku s těžkým nákladem.

### Retraky BT s naklápěcí kabinou a TLC
Řidič kontrolující náklad ve výškách i přes 11 m je pevně usazen v kabině, která zůstává na úrovni podlahy. Výsledkem nutnosti stále natahovat krk a získat dobrý výhled nahoru na špičky vidlic je bolest a namožené krční partie i při běžných pracovních podmínkách.
BT vyvinulo koncepci vozíku s naklápěcí kabinou, která šetří námahu řidiče a tím zvyšuje jeho produktivitu již začátkem devadesátých let minulého století. Naklápěcí kabina, která má i mnoho dalších pozitivních aspektů, se pak stala standardem modelu BT Reflex, který byl uveden na trh v roce 1995.

### Systémové vozíky BT Vector s děleným šasi
V oboru manipulace s materiálem zaznamenává vychystávání a skladování v úzkých uličkách a ve velkých výškách napříč celou Evropou obrovský rozmach. Hnací silou tohoto procesu je snaha využít beze zbytku dostupnou plochu i výšku skladových prostor.
Unikátní vlastnosti vozíku BT Vector s děleným kloubovým šasi ještě více minimalizují prostor zabíraný vozíkem, a to v transferové uličce, v které se vozík musí distribučních center, která využívají systémové vozíky, to může znamenat stovky palet navíc, což ve finančním vyjádření představuje nezanedbatelnou sumu.

### Chytré vzv: první ve svém oboru, s mnoha výhodami
Skladové vozíky společnosti Toyota Material Handling objednané po říjnu 2018 jsou dodávány s integrovanými funkcemi telematiky. Instalace telematického hardware ve standardní výbavě umožňuje od samého začátku snadný přístup ke všem údajům.